# Salbertrand
Salbertrand är en ort och kommun i storstadsregionen Turin, innan 2015 provinsen Turin, i regionen Piemonte, Italien. Kommunen hade 587 invånare (2017).